# Meng (vattendrag i Österrike)
Meng är ett vattendrag i Österrike.   Det ligger i förbundslandet Vorarlberg, i den västra delen av landet, 500 km väster om huvudstaden Wien.
I omgivningarna runt Meng växer i huvudsak blandskog. Runt Meng är det ganska glesbefolkat, med 47 invånare per kvadratkilometer.